# Maria Giuseppa Robucci
Maria Giuseppa Robucci (italià: Maria-Giuseppa Robucci-Nargiso)  (Poggio Imperiale, 20 de març de 1903 - Poggio Imperiale, 18 de juny de 2019), també coneguda com a «Nonna Peppa» (àvia Pepa), va ser una supercentenaria italiana que va viure 116 anys i 90 dies.
Era la segona persona més longeva del món en el moment de la seva mort, i des del 6 de juliol de 2018 va ocupar el títol de degana d'Europa i Itàlia, després de la mort de Giuseppina Projetto. És la segona persona més longeva que hagi nascut a Itàlia, després d'Emma Morano, la 4a a Europa i la 18a més longeva de tots els temps, entre els documentats amb certesa.

## Biografia
Maria Giuseppa Robucci va néixer a Poggio Imperiale, a la província de Foggia. Durant molt de temps va dirigir el bar de poble juntament amb el seu marit Nicola Nargiso, qui va morir el 1982.
Va tenir cinc fills: tres nens i dues nenes, inclosa Concetta (qui més tard es va convertir en la Germana Nicoletta de les Germanes Sacramentines de Bèrgam, que es va mudar a la llar d'avis Sant Sever per cuidar la seva mare), 9 nets i 16 besnets. En el moment de la seva mort, els seus fills tenien 90, 85, 82, 77 i 76 anys respectivament. El 2003, a l'edat de cent anys, va ser convidada a la transmissió en el programa de la Rai Uno La vita in diretta.
A una edat molt avançada va tenir dos hospitalitzacions importants, una el 2014 quan als 111 anys va ser operada del fèmur que tenia trencat després d'una mala caiguda, i l'altre el 2017 per una operació de pit.
El 2012 va ser guardonada amb el títol d'alcaldessa honorària del municipi de Poggio Imperiale.
En repetides ocasions havia declarat que estava menjant poc i saludable; mai bevia alcohol ni fumava cigarretes.
El 20 de març de 2019 va complir 116 anys, la tercera italiana a assolir aquesta fita, mentre que el 27 d'abril de 2019, a l'edat de 116 anys i 38 dies, es va convertir en la segona italiana més longeva de la història, superant a Giuseppina Projetto.
El 26 de maig de 2019, a l'edat de 116 anys i 67 dies, va votar en les eleccions parlamentàries europees.
Va morir el 18 de juny de 2019 a l'edat de 116 anys i 90 dies, donant el títol de degana d'Europa a la francesa Lucile Randon i el de degana d'Itàlia a Anna Benericetti.